# ブラックジリアンズ
ブラックジリアンズ（Blackzilians）は、アメリカ合衆国の総合格闘技のチーム。フロリダ州ボカラトンに本部ジムがあった。

## 概要
当時マネージャーだったグレン・ロビンソン（後のブラックジリアンズ代表）が、アメリカン・トップチームを離脱したジェシアス・カバウカンチ、ジョルジ・サンチアゴらを中心とした契約選手の練習場所確保のために、インペリアル・アスレチックス内に設立した。その後ラシャド・エヴァンスが合流し、ジムをJACOハイブリッド・トレーニング・センター内に移転した。
ブラックジリアンズという名称は当時の所属選手のほとんどが黒人とブラジル人だったことから名付けられた。
2017年頃からロビンソンと打撃コーチのヘンリー・ホーフトらコーチ陣との方向性の不一致からブラックジリアンズ内が分裂状態となり、ホーフトが新たにハードノックス365（現キルクリフFC）を設立したことを機に大半の所属選手が移籍した。
2018年9月20日、創設者で代表のグレン・ロビンソンが心臓発作のため死去。

## コーチングスタッフ
- ヘンリー・ホーフト - ヘッドコーチ兼打撃コーチ
- グレッグ・ジョーンズ - レスリングコーチ
- ニール・メランソン - ヘッドグラップリングコーチ
- ジョルジ・サンチアゴ - 柔術コーチ

## 主な元所属選手
- ラシャド・エヴァンス（UFC世界ライトヘビー級王者）
- ビクトー・ベウフォート（UFC世界ライトヘビー級王者）
- カマル・ウスマン（UFC世界ウェルター級王者）
- ルーク・ロックホールド（UFC世界ミドル級王者）
- エディ・アルバレス（UFC世界ライト級王者）
- マイケル・チャンドラー（Bellator世界ライト級王者）
- ギルバート・バーンズ
- ヴォルカン・オーズデミア
- マイケル・ジョンソン
- アンソニー・ジョンソン
- デレク・ブランソン
- ビセンテ・ルケ
- ミゲール・トーレス
- アリスター・オーフレイム
- ジョルジ・サンチアゴ
- ジェシアス・カバウカンチ
- アントニオ・シウバ
- メルヴィン・ギラード
- マット・ミトリオン
- セザール・フェレイラ
- シアー・バハドゥルザダ
- ステファン・ストルーフェ
- チアゴ・シウバ
- ルイス・ブスカペ
- アウンラ・ンサン
- マーティン・ニューエン
- コスモ・アレキサンドラ
- 佐藤天

### ボクサー
- ギレルモ・リゴンドウ
- タイロン・スポーン

### キックボクサー
- リコ・ベホーベン
- グーカン・サキ
- ダニエル・ギタ
- ロビン・ファン・ロスマレン
- マーセル・グローエンハート